# 王小明 (计算机科学家)
王小明（1964年12月—），甘肃天水人，陕西师范大学计算机科学学院院长。

## 履历
- 在陕西师范大学计算机科学与技术专业获得学士学位。[1]
- 2005年前在西北大学攻读计算机软件与理论学科博士学位，2005年博士毕业。
- 2007年至2008年在美国佐治亚州立大学计算机系做访问学者。[2]
- 2014年11月28日，拟任陕西师范大学计算机科学学院院长。[1]